# Acrossus tingitanus
Acrossus tingitanus är en skalbaggsart som beskrevs av Edmund Reitter 1892. Acrossus tingitanus ingår i släktet Acrossus och familjen Aphodiidae. Inga underarter finns listade i Catalogue of Life.